# Bertrand Serlet
Bertrand Serlet fue Vicepresidente Senior de Ingeniería de Software de Apple Inc. Sustituyó a Avie Tevanian desde julio del 2003. Durante su estancia en el cargo fue el principal responsable del desarrollo de los sistemas operativos Tiger, Leopard y Snow Leopard que forman parte de la familia Mac OS X.
Antes de trabajar en Apple trabajó para las empresas Xerox PARC y NeXT. Es conocido por dejar en ridículo al sistema Windows cada vez que sube al escenario de una WWDC (Conferencia Mundial de Desarrolladores).